# Lachstadt
Lachstadt ist eine Katastralgemeinde und in der Schreibweise Lachstatt eine Streusiedlung und Ortschaft in der Gemeinde Steyregg im Bezirk Urfahr-Umgebung in Oberösterreich.

## Siedlungsentwicklung
Zum Jahreswechsel 1979/1980 wurden in der Katastralgemeinde Lachstadt insgesamt 141 Baugrundstücke mit einer Fläche von 59.449 m² und 222 Gärten auf 487.838 m² erfasst. Im Jahr 1989/1990 stieg die Anzahl der Baugrundstücke auf 161. Im Jahr 1999/2000 wuchs die Zahl der Baugrundstücke auf 632, und zum Jahreswechsel 2009/2010 gab es 415 Gebäude auf 799 Baugrundstücken.

## Bodennutzung
Die Katastralgemeinde ist landwirtschaftlich geprägt. Zum Jahreswechsel 1979/1980 wurden 659 Hektar landwirtschaftlich genutzt und 395 Hektar waren als forstwirtschaftliche Flächen ausgewiesen. Im Jahr 1999/2000 wurden 630 Hektar für Landwirtschaft genutzt und 422 Hektar waren als forstwirtschaftliche Flächen gekennzeichnet. Ende 2018 wurden 584 Hektar als landwirtschaftliche Flächen genutzt und 433 Hektar wurden für Forstwirtschaft betrieben. Die durchschnittliche Bodenklimazahl von Lachstadt beträgt 38,1 (Stand 2010).